# Bricqueville-sur-Mer
Ne doit pas être confondu avec Bricqueville-la-Blouette.
Bricqueville-sur-Mer est une commune française, située dans le département de la Manche en région Normandie, peuplée de 1 263 habitants.

## Géographie

### Localisation
La commune affecte la forme générale d'un rectangle d'environ 6 à 7 km de long d'est en ouest et de 2 à 3 km de large du nord au sud. Au nord, la limite avec les communes de Lingreville et de Muneville-sur-Mer est constituée par le ruisseau de Talvas encore appelé ruet de Saucey, au sud par le ruisseau du Pont de Bois qui sépare Bricqueville de la commune de Bréhal.
| Mer de la Manche (havre de la Vanlée)                                             | Lingreville | Muneville-sur-mer |
| Mer de la Manche (une partie du territoire est séparée par le havre de la Vanlée) |             | Cérences          |
| Bréhal                                                                            | Bréhal      | Bréhal            |

### Géologie et relief
Le point culminant de la commune se situe au Village Maire avec une altitude d'environ 70 mètres.
À l'ouest, une côte dunaire se terminant par un estran extrêmement plat explique des amplitudes de marées très importantes proches de celles de la baie du Mont-Saint-Michel. À l'arrière de ce cordon dunaire, la Vanlée, fleuve côtier qui prend sa source à Bréville-sur-Mer, se jette dans un havre à la limite de Lingreville. Le havre de la Vanlée constitue le plus méridional des huit havres de la côte ouest du département de la Manche.

### Hydrographie
La commune est située dans le bassin Seine-Normandie. Elle est drainée par la Vanlée, le cours d'eau 01 des Hardes, le ruisseau du Pont de Bois et le cours d'eau 08 de la Huberdière,,.
La Vanlée, d'une longueur de 16 km, prend sa source dans la commune de Hudimesnil et se jette dans le golfe de Saint-Malo à Bréhal, après avoir traversé quatre communes.

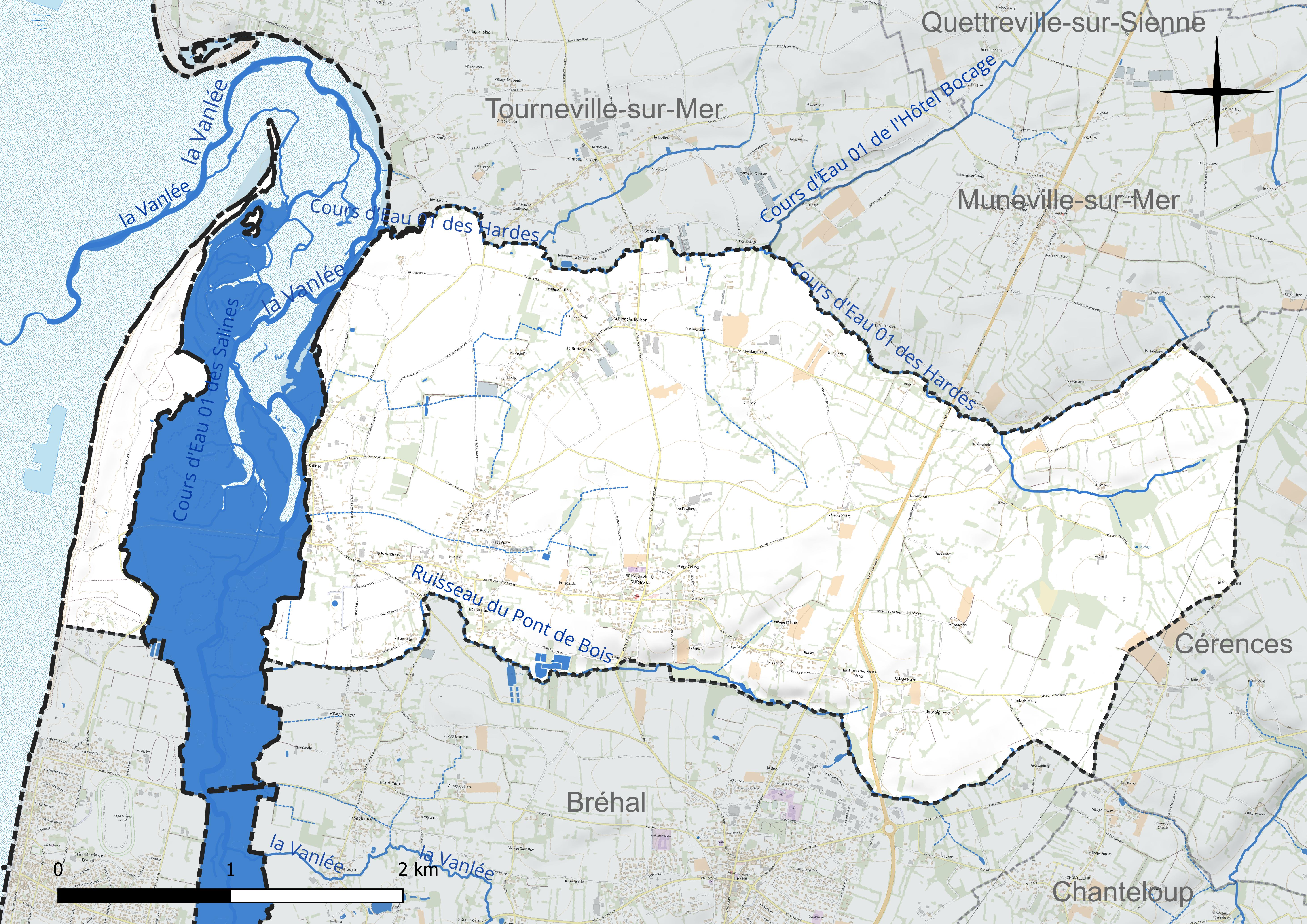
Réseau hydrographique de Bricqueville-sur-Mer.

### Climat
Pour des articles plus généraux, voir Climat de la Normandie et Climat de la Manche.
En 2010, le climat de la commune est de type climat océanique franc, selon une étude du CNRS s'appuyant sur une série de données couvrant la période 1971-2000. En 2020, Météo-France publie une typologie des climats de la France métropolitaine dans laquelle la commune est exposée à un climat océanique et est dans la région climatique  Normandie (Cotentin, Orne), caractérisée par une pluviométrie relativement élevée (850 mm/a) et un été frais (15,5 °C) et venté.
Pour la période 1971-2000, la température annuelle moyenne est de 11,1 °C, avec une amplitude thermique annuelle de 11,5 °C. Le cumul annuel moyen de précipitations est de 914 mm, avec 13,7 jours de précipitations en janvier et 8,1 jours en juillet. Pour la période 1991-2020, la température moyenne annuelle observée sur la station météorologique la plus proche, située sur la commune de Longueville à 7 km à vol d'oiseau, est de 11,9 °C et le cumul annuel moyen de précipitations est de 802,4 mm,. Pour l'avenir, les paramètres climatiques de la commune estimés pour 2050 selon différents scénarios d’émission de gaz à effet de serre sont consultables sur un site dédié publié par Météo-France en novembre 2022.
On observe un écart moyen de température de 2 à 3 °C entre la côte et la partie orientale de la commune à la limite de la commune de Cérences.

### Milieux naturels et biodiversité
Havre de la Vanlée (site naturel classé en 1988). 

## Urbanisme

### Typologie
Au 1er janvier 2024, Bricqueville-sur-Mer est catégorisée commune rurale à habitat dispersé, selon la nouvelle grille communale de densité à sept niveaux définie par l'Insee en 2022.
Elle appartient à l'unité urbaine de Bréhal, une agglomération intra-départementale regroupant trois communes, dont elle est une commune de la banlieue,,.
Par ailleurs la commune fait partie de l'aire d'attraction de Granville, dont elle est une commune de la couronne,. Cette aire, qui regroupe 34 communes, est catégorisée dans les aires de moins de 50 000 habitants,.
La commune, bordée par la Manche, est également une commune littorale au sens de la loi du 3 janvier 1986, dite loi littoral. Des dispositions spécifiques d’urbanisme s’y appliquent dès lors afin de préserver les espaces naturels, les sites, les paysages et l’équilibre écologique du littoral, tel le principe d'inconstructibilité, en dehors des espaces urbanisés, sur la bande littorale des 100 mètres, ou plus si le plan local d'urbanisme le prévoit.

### Occupation des sols
L'occupation des sols de la commune, telle qu'elle ressort de la base de données européenne d’occupation biophysique des sols Corine Land Cover (CLC), est marquée par l'importance des territoires agricoles (84,2 % en 2018), en diminution par rapport à 1990 (85,2 %).
La répartition détaillée en 2018 est la suivante : zones agricoles hétérogènes (48,6 %), prairies (23,2 %), terres arables (12,4 %), zones urbanisées (8 %), milieux à végétation arbustive et/ou herbacée (5,1 %), espaces ouverts, sans ou avec peu de végétation (1,2 %), zones humides côtières (1,1 %), espaces verts artificialisés, non agricoles (0,4 %).

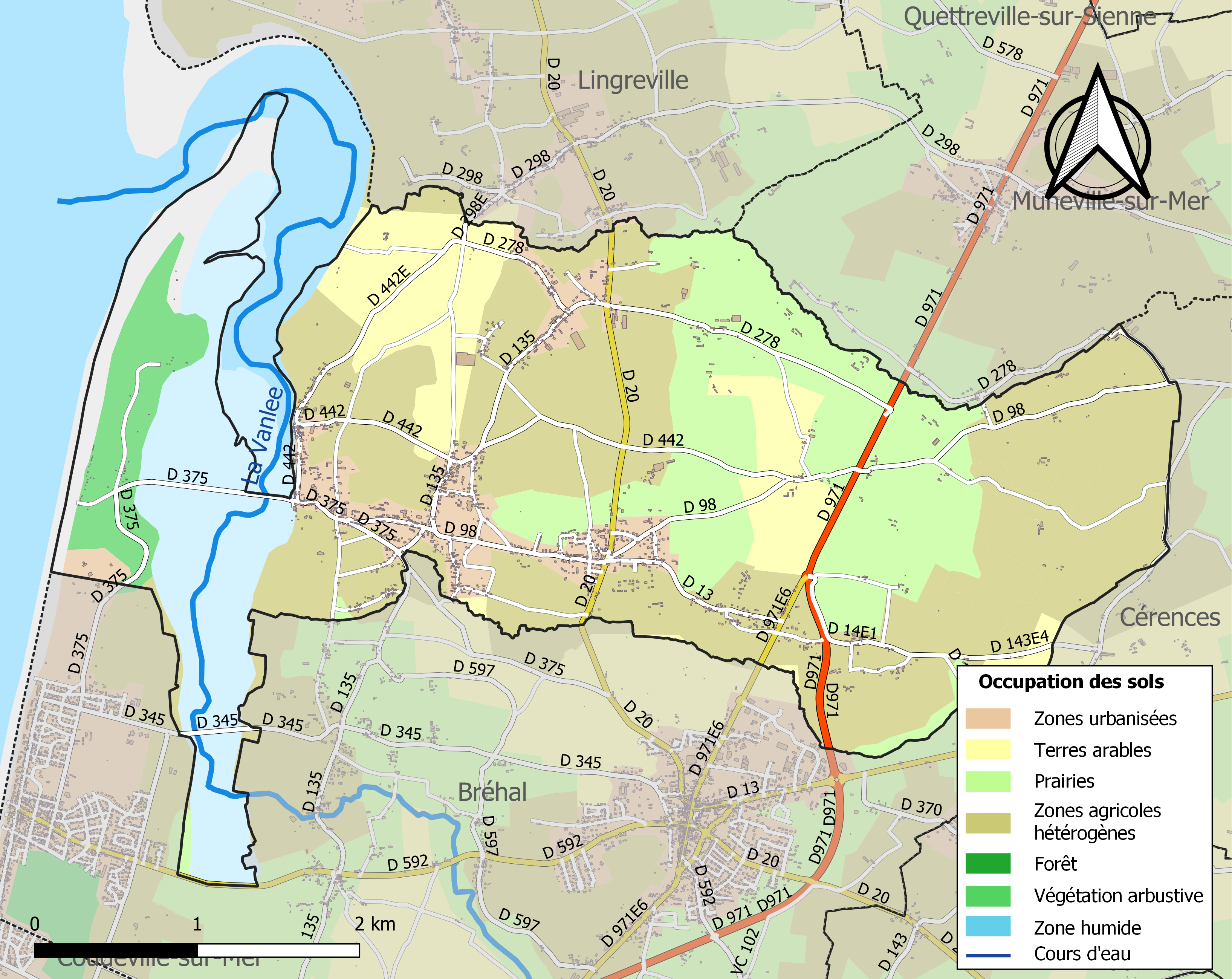
Carte des infrastructures et de l'occupation des sols de la commune en 2018 (CLC).

L'évolution de l’occupation des sols de la commune et de ses infrastructures peut être observée sur les différentes représentations cartographiques du territoire : la carte de Cassini (XVIIIe siècle), la carte d'état-major (1820-1866) et les cartes ou photos aériennes de l'IGN pour la période actuelle (1950 à aujourd'hui).

### Lieux-dits ou hameaux
- Les Salines, situé près de la mer et du havre de la Vanlée.
- La Châtellerie, situé au sud de la route du Havre entre les Salines et le centre du village.
- Le village de l'Isle.
- La Bretonnière, situé à la limite nord de la commune entre Lingreville et le centre du village.

### Voies de communication et transports
Le franchissement de la Vanlée s'est effectué jusqu'en 1972 par un passage à gué pour les voitures et une passerelle en bois pour les piétons. Depuis cette date, une route submersible permet de traverser sans difficulté la Vanlée, sauf par grande marée. L’inondation de la route par la mer à partir d'un coefficient de 100 constitue toujours un spectacle apprécié.

## Toponymie
Le nom de la localité est attesté sous les formes Brichevilla en 1154, Brikevilla en 1227, Briquevilla en 1263, Briquevilla sur la mer en 1349, Bricqueville-les-Salines sans date.
Le premier élément est probablement le nom de personne d'origine scandinave Briki, d'où le sens global de « domaine de Briki ». Briki est cependant un nom hypothétique.
Le déterminant -sur-Mer est employé d'après la situation géographique de la commune pour la différencier de Bricqueville-la-Blouette, apparaît pour la première fois en 1332 sous la forme latinisée supra Mare, puis au milieu du XIVe siècle sous la forme romane sur la Mer, et près la Mer aux XVIIe et XVIIIe siècles. La forme « -sur-Mer » est fixée au début du XIXe siècle.
Le gentilé est Bricquevillais.

## Histoire

### Préhistoire
Les fouilles archéologiques effectuées en 1995 au nord des Salines ont révélé une occupation du site dès la période néolithique.

### Moyen Âge
Historiquement, Bricqueville apparaît pour la première fois en 1145 dans l'acte de fondation de l'abbaye de Hambye par Guillaume Paynel qui est cité comme en étant le seigneur. Le fief de la grande seigneurie de Bricqueville relevait de l'abbaye du Mont-Saint-Michel.
Les huit fiefs qui constituaient la paroisse de Bricqueville-près-la-Mer appartenaient à deux seigneurs différents : les Paynel auxquels succédèrent les Halluin de Piennes puis les Montgomery pour les fiefs de Bricqueville, de Saint-Éloy, des Mézières et de Sey et les seigneurs de Chanteloup pour les fiefs de la Saucée, d'Annoville, de la Vallée et de la Motte.
À ces deux seigneuries correspondaient deux sections de la paroisse : la grande portion ou portion majeure dite de Saint-Vigor dont le curé était présenté par le seigneur de Bricqueville et la petite portion ou portion mineure dite de Saint-Jean dont le curé était présenté par le seigneur de Chanteloup.
Une ancienne tradition veut que les deux curés aient disposé à l'origine chacun d'une église : l'église Saint-Vigor pour l'un au Bourg et l'église Saint-Jean pour l'autre au Village Maire, à 2 km à l'ouest. Une croix de granite érigée en 1953 signale l'emplacement présumé de cette dernière qui semble avoir disparu depuis longtemps et ce au moins depuis le milieu du XVIIe siècle, époque où les plus anciens registres paroissiaux qui nous soient parvenus prouvent qu'ils étaient déjà tenus en commun par les deux curés. Le curé de Saint-Jean qui résidait au Bourg dans un presbytère en face de celui de son confrère, célébrait son office dans l'église Saint-Vigor ce qui a engendré à certains moments des problèmes de préséance.
Les deux portions fusionnèrent au moment de la Révolution. C'est également à cette période que l'ancien nom de Bricqueville-près-la Mer disparaît au profit de celui de Bricqueville-sur-Mer donné à la nouvelle commune dont le territoire fut augmenté peu après de Sainte-Marguerite-près-la-Mer, au nord du territoire, qui avait préalablement été érigée en commune peuplée de 258 habitants en 1793 et qui fut rattachée en l'an III de la République.

## Politique et administration

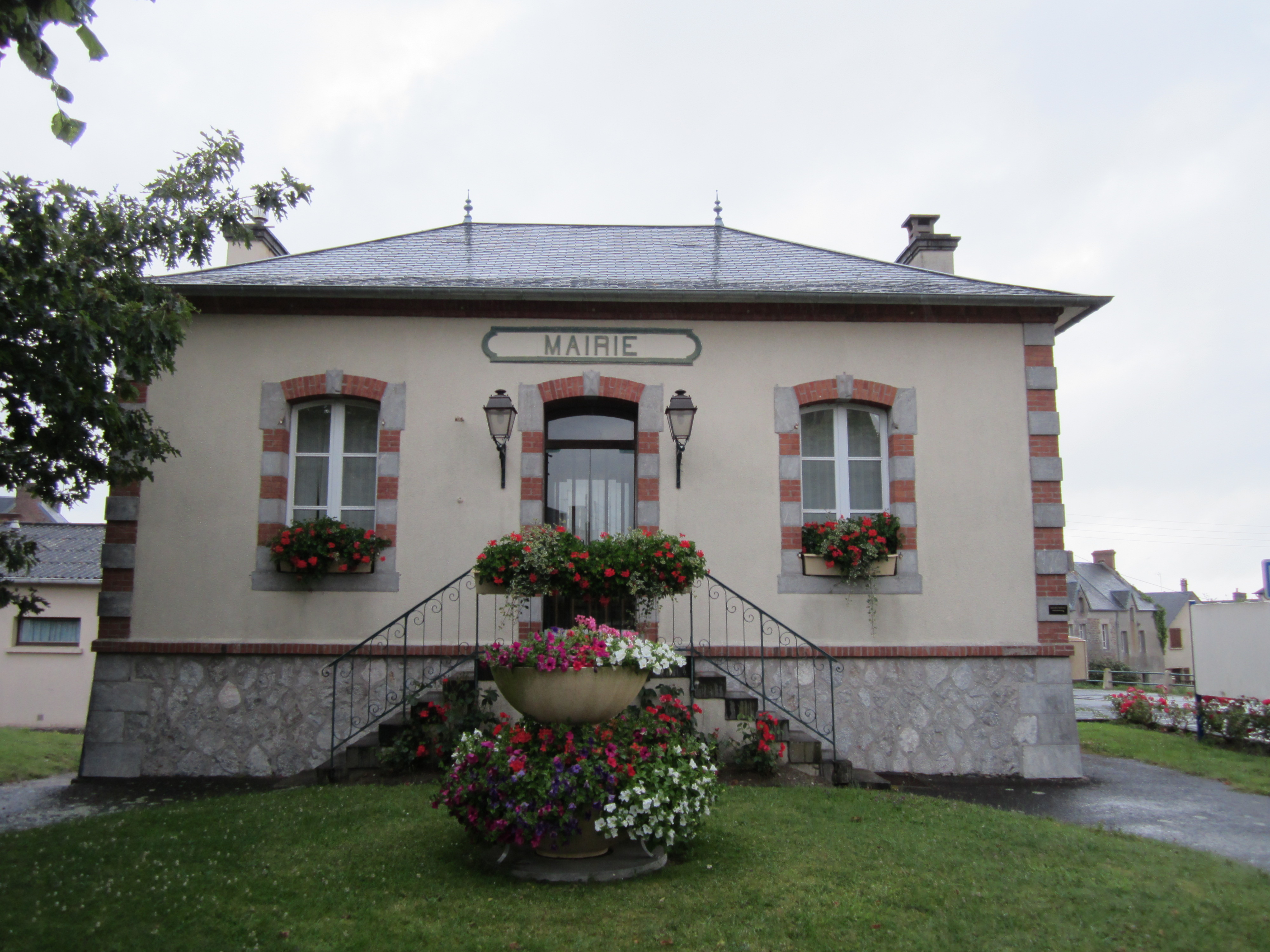
La mairie.

Le conseil municipal est composé de quinze membres dont le maire et quatre adjoints.

## Démographie
L'évolution du nombre d'habitants est connue à travers les recensements de la population effectués dans la commune depuis 1793. Pour les communes de moins de 10 000 habitants, une enquête de recensement portant sur toute la population est réalisée tous les cinq ans, les populations de référence des années intermédiaires étant quant à elles estimées par interpolation ou extrapolation. Pour la commune, le premier recensement exhaustif entrant dans le cadre du nouveau dispositif a été réalisé en 2008.
En 2022, la commune comptait 1 263 habitants, en évolution de +4,9 % par rapport à 2016 (Manche : −0,31 %, France hors Mayotte : +2,11 %).
Bricqueville-sur-Mer a compté jusqu'à 2 361 habitants en 1800.
| 1793  | 1800  | 1806  | 1821  | 1831  | 1836  | 1841  | 1846  | 1851  |
| ----- | ----- | ----- | ----- | ----- | ----- | ----- | ----- | ----- |
| 1 890 | 2 361 | 2 067 | 1 967 | 1 859 | 1 828 | 1 767 | 1 654 | 1 628 |

| 1856  | 1861  | 1866  | 1872  | 1876  | 1881  | 1886  | 1891  | 1896  |
| ----- | ----- | ----- | ----- | ----- | ----- | ----- | ----- | ----- |
| 1 548 | 1 505 | 1 536 | 1 433 | 1 467 | 1 417 | 1 404 | 1 292 | 1 242 |

| 1901  | 1906  | 1911  | 1921  | 1926  | 1931  | 1936 | 1946 | 1954 |
| ----- | ----- | ----- | ----- | ----- | ----- | ---- | ---- | ---- |
| 1 164 | 1 178 | 1 189 | 1 056 | 1 020 | 1 039 | 947  | 921  | 892  |

| 1962 | 1968 | 1975 | 1982 | 1990 | 1999 | 2006  | 2008  | 2013  |
| ---- | ---- | ---- | ---- | ---- | ---- | ----- | ----- | ----- |
| 896  | 774  | 778  | 797  | 810  | 908  | 1 063 | 1 107 | 1 177 |

| 2018  | 2022  | - | - | - | - | - | - | - |
| ----- | ----- | - | - | - | - | - | - | - |
| 1 221 | 1 263 | - | - | - | - | - | - | - |

## Économie et tourisme
Bricqueville-sur-Mer est dénommée « commune touristique » depuis février 2010.

## Culture locale et patrimoine

### Lieux et monuments
L'église néogothique Saint-Vigor, du XIXe siècle, en briques, dépend de la paroisse Notre-Dame-de-l'Espérance du doyenné du Pays de Granville-Villedieu. Elle a fait l'objet en 2020-2021 d'une restauration globale (maçonnerie, fresque, enclos paroissial, etc.). L'église abrite un maître-autel et autels latéraux (XIXe), une verrière du XXe de Mazuet, ainsi qu'un décor mural représentant la multiplication des pains.
Aux salines, les ruines du château de Bricqueville du XIVe siècle, appelé à tort château Grimaldi, rasé en 1421. Il n'en subsiste que les vestiges d'une tour ronde sur les quatre de son enceinte carrée. Son origine remonterait au IXe siècle.

### Patrimoine culturel
Le havre de la Vanlée servit en 1975 de décor pour le tournage de Grand-père viking du réalisateur Claude-Jean Bonnardot avec dans les rôles principaux Étienne Bierry, Marie Déa, Éric Laborey et Henri Lambert. Ce téléfilm produit par TF1 sera diffusé en six épisodes en janvier et février 1976. Ce site a également servi de décor pour certaines scènes du téléfilm Meurtres à Granville réalisé par Christophe Douchand durant l'été 2020 et diffusé le 9 janvier 2021 sur France 3 avec dans les rôles principaux Florence Pernel et Raphaël Lenglet.

### Personnalités liées à la commune
- Paul Liot (1855-1902), peintre officiel de la Marine, y a effectué plusieurs séjours d'où il a rapporté de nombreuses toiles[réf. nécessaire] dont certaines ont figuré au Salon de Paris (1888, 1889, 1890 et 1900). Son père était originaire de Lingreville.
- Mona Ozouf, écrivain et historienne, née en 1931, a vécu et est toujours propriétaire d'une maison sur le havre de la Vanlée, aux Salines[réf. nécessaire].
- Jacques Gamblin, comédien et écrivain né en 1957 à Granville, dont la famille paternelle est originaire de Bricqueville[41].

### Héraldique
| Blason de Bricqueville-sur-Mer | Blason  | Palé d'or et de gueules, à une plaine d'azur chargée de trois ondes d'argent ; au chef de gueules chargé d'un léopard d'or, armé et lampassé d'azur. |
| Blason de Bricqueville-sur-Mer | Détails | Le léopard d'or sur champ de gueules rappelle les armes de la Normandie Le statut officiel du blason reste à déterminer.                             |